# Paul Hillemacher
Paul Joseph Guillaume Hillemacher (* 25. November 1852 in Paris; † 13. August 1933 in Versailles) war ein französischer Komponist und Pianist.
Hillemacher studierte am Pariser Konservatorium bei François Bazin. 1876 gewann er den Premier Grand Prix de Rome mit der Kantate Judith. Er komponierte mehrere Opern, Schauspielmusiken, sinfonische Werke und Lieder.
Die Mehrzahl seiner Bühnenwerke entstand in Zusammenarbeit mit seinem Bruder Lucien Joseph Edouard Hillemacher (* 10. Juni 1860 in Paris; † 2. Juni 1909 ebenda) und wurde unter dem Namen P.L. Hillemacher veröffentlicht. Lucien Hillemacher gewann 1880 den Prix de Rome mit der lyrischen Szene Fingal von Charles Dancours.

## Werke mit L. Hillemacher (P.L. Hillemacher)
- Loreley, sinfonische Legende nach Eugène Adenis, UA 1882
- Saint Mégrin, komische Oper in vier Akten (Libretto von Ernest Dubreuil und Eugène Adenis nach Alexandre Dumas d. Ä.) UA 1886
- Une aventure d'Arlequin, komische Oper in einem Akt (Libretto: Louis Judicis de Mirandol), UA 1888
- Héro et Léandre, Bühnenmusik zum Stück von Edmond d'Harancourt, UA 1893
- One for Two, Pantomime in einem Akt, UA 1894
- Le Régiment qui passe, komische Oper in einem Akt (Libretto: Maurice Hennequin), UA 1894
- Le Drac, lyrisches Drama (Libretto von Louis Gallet nach George Sand und Paul Meurice, UA in deutscher Sprache (Der Flutgeist)) 1896, UA Original 1942
- Claudie, Bühnenmusik zum Stück von Georges Sand, UA 1900
- Orsola, lyrisches Drama (Libretto: Pierre-Barthélemy Gheusi), UA 1902
- Circé, lyrisches Gedicht (Libretto: Edmond d’Haraucourt), UA 1907

## Eigene Werke
- Judith, Kantate nach Pierre Alexandre, UA 1876
- Fra Angelico, Tableau musical nach Maurice Vaucaire, UA 1924
- Le Mystère enchanté, Ballettpantomime
- Midas, Oper in zwei Akten